# Dicarinator
Dicarinator là một chi bọ cánh cứng trong họ 
Elateridae.
Chi này được miêu tả khoa học năm 1998 bởi Schimmel.

## Các loài
Chi này có các loài:
- Dicarinator rubripes Schimmel, 1998